# Parroquia de San Luis Obispo (Huamantla)
La Parroquia de San Luis Obispo, es una iglesia de culto católico situada en la ciudad de Huamantla, estado de Tlaxcala (México), dedicada a San Luis Obispo de Tolosa, santo patrón de Huamantla. Fue edificada en la época colonial (siglo XVII) y primitivamente pertenecía a un convento franciscano ya desaparecido. Posee una bella portada de estilo barroco. Su interior guarda una buena colección de pintura religiosa y un espléndido retablo de estilo barroco con estípites, dedicado a San Luis Obispo de Tolosa, con otras bellas esculturas estofadas.

## Descripción
La planta del templo es de cruz latina. La portada consta de tres cuerpos y está decorada con cinco imágenes de alabastro intercaladas entre cuatro columnas. Tiene una torre de dos cuerpos. En el interior destaca el retablo mayor de estilo barroco que está dedicado a San Luis Obispo de Tolosa, Nuestra Señora de la Concepción y Jesucristo.